# Александрія
Александрі́я (Александрія Єгипетська, Ель-Іскендерія; араб. الإسكندرية al-Iskandariyya; копт. Ⲣⲁⲕⲟⲧⲉ Rakotə; грец. Ἀλεξάνδρεια; масрі اسكندريه Eskendereyya) — головний порт і друге за величиною та економічним значенням місто Єгипту, на західному березі дельти річки Ніл, розташоване між Середземним морем і озером Мар'ют.
Місто розташоване на півночі країни. Є адміністративним центром губернаторства Александрія. Назване на честь свого засновника — Александра Македонського.
Площа міста становить 2300 км². Населення становить 3,9 млн осіб (2007; 2,3 млн в 1976).

## Історія
Місто засноване в 332—331 роках до н. е. Александром Македонським. За Птолемеїв місто було столицею Єгипту та центром еллінської культури. Тут знаходились музей та бібліотека — один з головних наукових та культурних центрів античного світу. В складі Римської імперії (з 30 року до н. е.) та Візантії (з кінця IV століття) Александрія продовжувала залишатись великим культурно-економічним центром. В I столітті вона була другим за величиною містом античного світу (після Риму) з населенням понад 1 млн осіб. Пізніше місто стало одним з найбільших центрів раннього християнства. Александрія була осередком однієї з найбільших теологічних шкіл та центром однієї з п'яти вселенських ранньохристиянських патріархій — Александрійського патріархату.
У VII столітті Александрія завойована арабами. Після заснування Каїра в 969 році почався занепад міста. Під час османського завоювання Єгипту (1517) Александрія була сильно зруйнована. Відродилась лише на початку XIX століття за правління Мухаммеда Алі, коли була збудована верф та проритий канал Ель-Махмудія. У 1799 році поблизу невеликого міста Розетта (нині Рашид), недалеко від Александрії було знайдено знаменитий розетський камінь. В 1856 році Александрія була з'єднана залізницею з Каїром. Під час англо-єгипетської війни 1882 року місто піддалось варварському бомбардуванню з боку англійських кораблів. Після окупації Єгипту Великою Британією (1882) місто перетворилось в колоніальний порт, звідки Велика Британія вивозила єгипетську бавовну. В Александрії були зосереджені іноземні банки, компанії, агентства. Порт використовувався як стоянка англійський військових суден. Пізніше місто стало одним з центрів національно-визвольного руху в Єгипті — виступи в 1919-21, 1923-24, 1927, 1930, 1945-48 та 1950-51 роках. Під час Синайської війни коли Ізраїль атакував Єгипет в 1956 році (операція «Кадеш»), Александрія знову постраждала від бомбардування під час удару Ізраїлю.

## Господарство

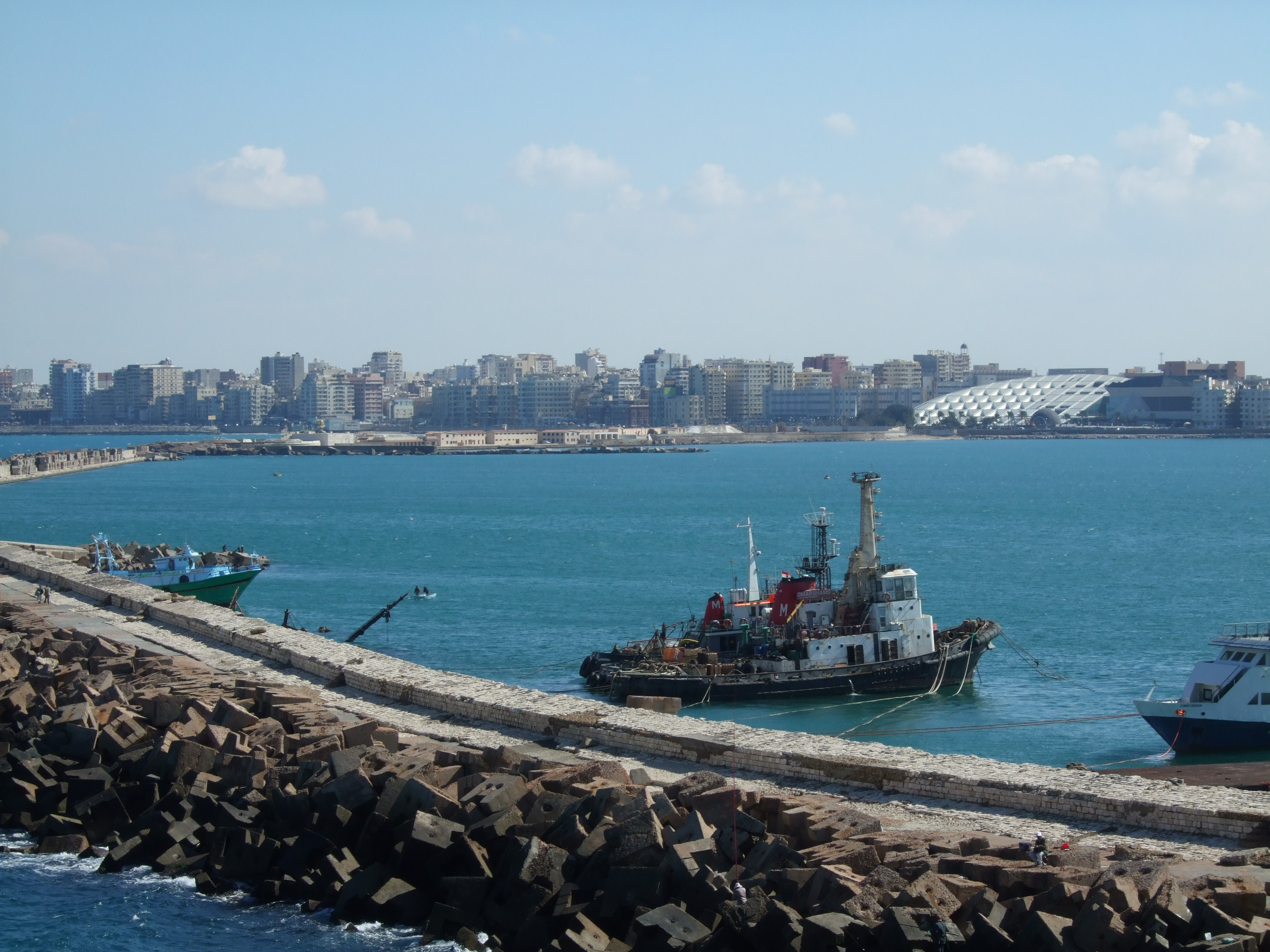
Зовнішня гавань

Місто є великим транспортним та торговим центром. Головний морський порт країни, який зв'язаний каналом Ель-Махмудія з Нілом, доступний для океанічних суден. Вантажообіг порту становить приблизно 8 млн т за рік, а це половина вантажообігу всіх єгипетських портів. Через порт проходить майже 90 % вартості єгипетської зовнішньої торгівлі. Місто є великим вузлом залізниць та автошляхів. Кінцевий пункт нафтопроводу Суец-Каїр-Танта-Александрія та газопроводу Абукір-Александрія.
У місті виробляється майже третина всієї єгипетської промислової продукції (за вартістю), зосереджено приблизно 16 % зайнятих в обробній промисловості країни. Александрія — важливий центр машинобудування та металообробки, автоскладання, радіотехнічної, нафтопереробної (потужність заводів понад 4 млн т сирої нафти за рік) та нафтохімічної, текстильної (виробництво шерстяних, бавовняних та синтетичних ниток і тканин із вітчизняної та імпортної сировини), взуттєвої та харчо-смакової (борошномельна, рисоочисна, пивоварна, у тому числі й тютюнова), цементної промисловості. В місті знаходяться найбільші в країні підприємства — суднобудівна та судноремонтна верфі. Розвинені також різноманітні ремесла.

## Транспорт

### Аеропорти
Александрія обслуговується міжнародним аеропортом Александрія, розташованим за 7 км на південний схід від центра міста. Другий аеропорт, що обслуговує місто — Аеропорт Борг-ель-Араб, розташований за 25 км від центру міста. Цей аеропорт експлуатується з 2003. До цього він був військовим летовищем, і наразі він має статус сумісного базування.

### Автомагістралі
- Міжнародна прибережна дорога. (Александрія — Порт-Саїд)
- «Автострада пустелі». (Александрія — Каїр / 220 км, 6-8 смуг)
- Сільськогосподарська дорога. (Александрія — Каїр)
- Кільцева дорога.
- Mehwar El-Ta'ameer — (Александрія — Північне узбережжя)

### Залізничний транспорт
Залізниця прямує від Misr Station центрального залізничного вокзалу Александрії, в Абу-Кір.

### Трамвай
Трамвайна мережа в Александрії побудована в 1860 році і є найстарішою в Африці.

### Інший громадський транспорт
Автобуси і мікроавтобуси.

### Порт
Порт складається з:
- Східний Гарбор
- Західний Гарбор

## Клімат
| Клімат міста | Клімат міста | Клімат міста | Клімат міста | Клімат міста | Клімат міста | Клімат міста | Клімат міста | Клімат міста | Клімат міста | Клімат міста | Клімат міста | Клімат міста | Клімат міста |
| Показник | Січ.         | Лют.         | Бер.         | Квіт.        | Трав.        | Черв.        | Лип.         | Серп.        | Вер.         | Жовт.        | Лист.        | Груд.        | Рік          |
| Абсолютний максимум, °C | 29,6         | 33           | 40           | 41           | 45           | 43,8         | 43           | 38,6         | 41,4         | 38,2         | 35,7         | 31           |              |
| Середній максимум, °C | 18,4         | 19,3         | 20,9         | 24           | 26,5         | 28,6         | 29,7         | 30,4         | 29,6         | 27,6         | 24,1         | 20,1         | 24,9         |
| Середня температура, °C | 13,4         | 13,9         | 15,7         | 18,5         | 21,2         | 24,3         | 25,9         | 26,3         | 25,1         | 22           | 18,7         | 14,9         | 20           |
| Середній мінімум, °C | 9,1          | 9,3          | 10,8         | 13,4         | 16,6         | 20,3         | 22,8         | 23,1         | 21,3         | 17,8         | 14,3         | 10,6         | 15,8         |
| Абсолютний мінімум, °C | 0            | 0            | 2,3          | 3,6          | 7            | 11,6         | 17           | 17,7         | 14           | 10,7         | 1            | 1,2          |              |
| Середня кількість сонячних годин на місяць                                                                                             | 192,2        | 217,5        | 248          | 273          | 316,2        | 354          | 362,7        | 344,1        | 297          | 282,1        | 225          | 195,3        |              |
| Днів з дощем | 11           | 8,9          | 6            | 1,9          | 1,0          | 0,04         | 0,04         | 0,04         | 0,2          | 2,9          | 5,4          | 9,5          |              |
| Вологість повітря, % | 69           | 67           | 67           | 65           | 66           | 68           | 71           | 71           | 67           | 68           | 68           | 68           | 67.92        |
| --- | ------------ | ------------ | ------------ | ------------ | ------------ | ------------ | ------------ | ------------ | ------------ | ------------ | ------------ | ------------ | ------------ |
| Джерело: World Meteorological Organization (UN), Hong Kong Observatory for sunshine and mean temperatures, Climate Charts for humidity |              |              |              |              |              |              |              |              |              |              |              |              |              |

## Освіта та культура
Александрія — великий науковий та культурний центр країни.
В місті діють Александрійський університет, Інститут медичних досліджень та інші вищі наукові заклади.
Заклади культури в Александрії:
- Бібліотека Александріна;
- Александрійська опера;
- численні музеї, серед яких найвідоміші — Музей греко-римських старожитностей (заснований в 1892 році) та Музей витончених мистецтв (рік заснування — 1952).

Місцевий зоопарк є улюбленим місцем відпочинку містян, зокрема для влаштування пікніків.

### Александрійські Святі
- Святий Уар

## Архітектура

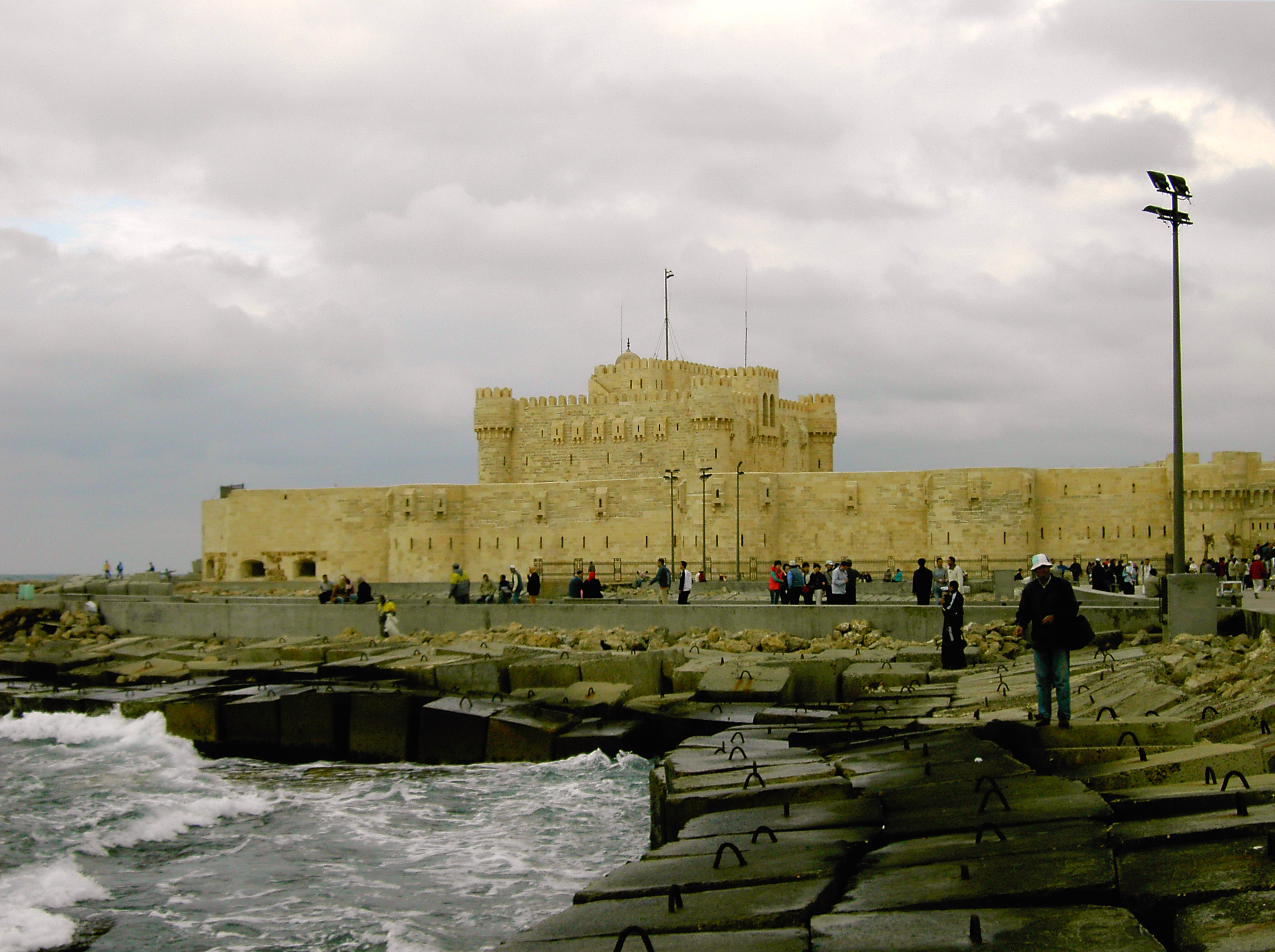
Фортеця Кайтбея

Антична Александрія мала регулярний план забудови (грецький архітектор Дейнократ, друга половина IV століття до н. е.). Збереглись залишки стародавніх споруд (храм Серапіса, палаців, музею, Александрійської бібліотеки та іподрому), так звана колона Помпея (висотою до 22 м), еллінські некрополі та катакомби Ком-еш-Шукафа. В III—II до н. е. тут склалась Александрійська школа еллінського мистецтва. На острові Фарос, який з'єднувався з містом дамбою, стояв відомий 3-ярусний Александрійський маяк висотою 120 м — на місці руїн маяка в 1477 році була збудована Цитадель Кайтбея.
У Середньовіччі Александрія — важливий центр виробництва художніх тканин та виробів зі скла. Середньовічне місто було обмежене мурами з ворітьми (Баб-Рашид, Баб-аль-Бахр та ін.), забудоване 3-поверховими будинками з білим кольором стін (фасади суспільних будівель були облицьовані мармуром). В східній частині міста знаходились палаци:
- Дар-ас-Султан — древній ансамбль
- Дар-аль-Адль
- Дар-ат-Тіраз
- Арсенал

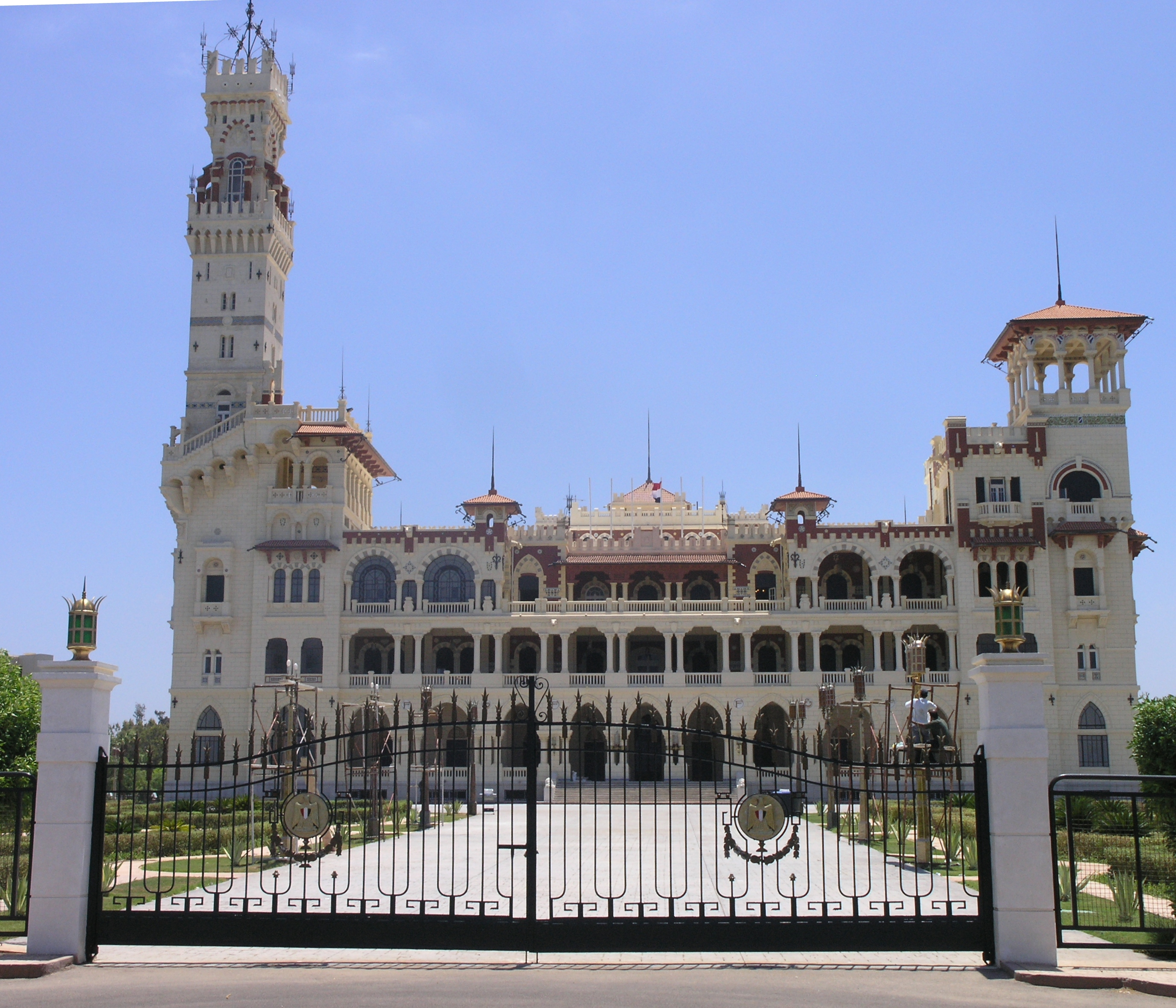
Палац Мунтаза

В старому місті збереглись залишки рібатів XIII століття: аль-Васіті (в східній частині мечеті Абу-ль-Аббаса-аль-Мурсі, нині завія), Сівар, аль-Хаккарі; мечеті XVII–XIX століття, у тому числі збудовані з древніх церков — Масджид-аль-Умарі та Масджид-аль-Джуюши; палаци (нині музеї) — Рас-ет-Тін (початок XIX століття), Мунтаза (початок XX століття), який має великий парк.
Архітектурно-планова основа сучасної Александрії — багатокілометрова набережна (закінчена в 1934 році) та площа ат-Тахрір із статуєю Мухаммеда Алі. В 1958 році був розроблений план реконструкції міста, яке постраждало від бомбардування 1956 року. Були збудовані:
- комплекс готелів та пансіонатів «Аль-Мамура» (разом з пансіонатом «Ан-Наср») — початок 1960-х років, архітектори М.Гарбаві та Н.Бешир
- готель «Палестина» — 1964, архітектори Абд аль-Магід та Ш.Хосна

## Відомі александрійці
Герон Александрійський (близько 10 - 70 н.е.)
- Птолемей XV Цезаріон (близько 47 до н. е. — 30 н. е.) — останній фараон Єгипту.
- Філон Александрійський (близько 25 до н. е. — 50 н. е.) — представник єврейського еллінізму, богослов.
- Марія Єврейка (І — ІІ ст.) — засновниця александрійської алхімічної школи.
- Гіпатія (близько 350/370 — 415) — грецька філософиня, математикиня та астрономка.
- Анастасій Синаїт (630—701) — ігумен Синайського монастиря
- Константінос Кавафіс (1863 — 1933) — грецький поет.
- Рудольф Гесс (1894 — 1987) — державний і політичний діяч Третього Рейху.
- Ріккардо Фреда (1909—1999) — італійський кінорежисер, сценарист, продюсер і актор
- Адхам Ванлі (1908 — 1959) — єгипетський художник.
- Гамаль Абдель Насер (1918 — 1970) — другий президент Єгипту.
- Елі Коен (1924 — 1965) — ізраїльський розвідник
- Омар Шариф (1932—2015) — єгипетський кіноактор, сценарист і кінорежисер
- Хаїм Сабан (15 жовтня 1944) — американський та ізраїльський музикант та інвесторіпродюсер.
- Стефанос Тамвакіс (нар. 27 червня 1952) — єгипетський підприємець, чинний президент Ради греків зарубіжжя.
- Алекс Прояс (22 вересня 1963) — австралійський кінорежисер.

### Українці
- Безкровний Олександр Олексійович, генерал-значковий Армії Української Держави. Похований у місті.

## Галерея фото історичних споруд міста

Нова споруда Александрійської бібліотеки
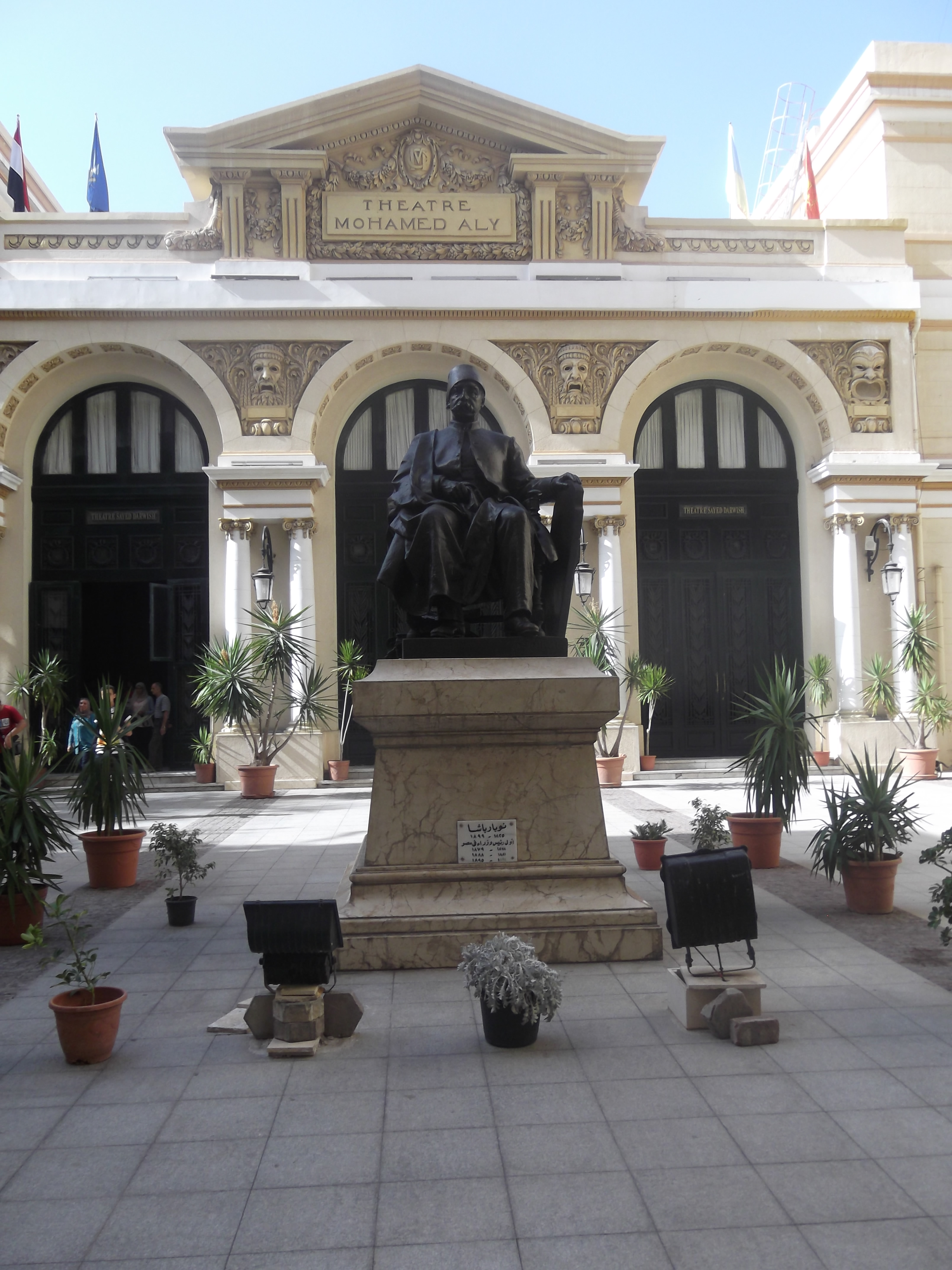
Оперний театр,  Александрія Єгипетська
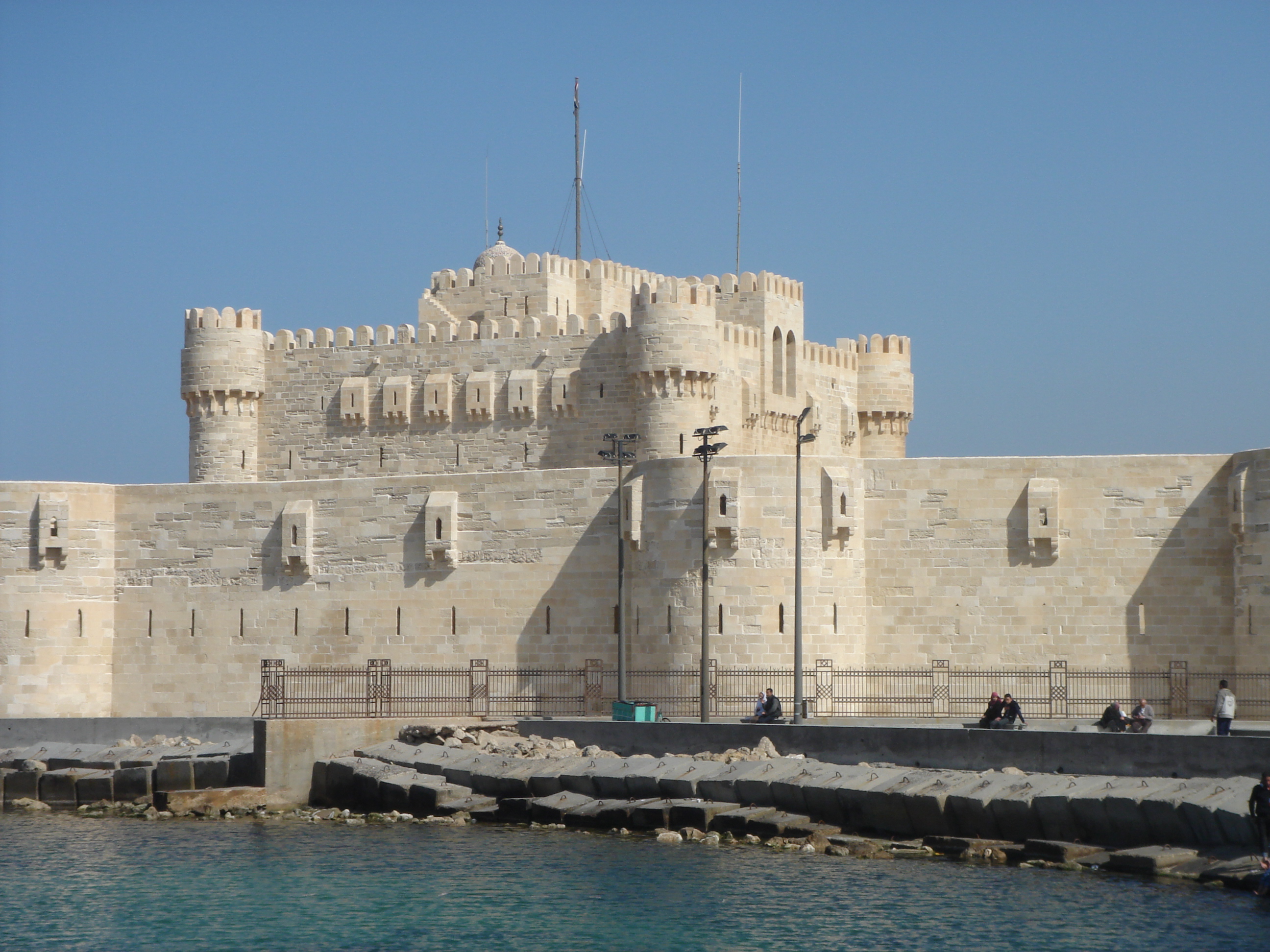
Цитадель Кайтбея в Александрії
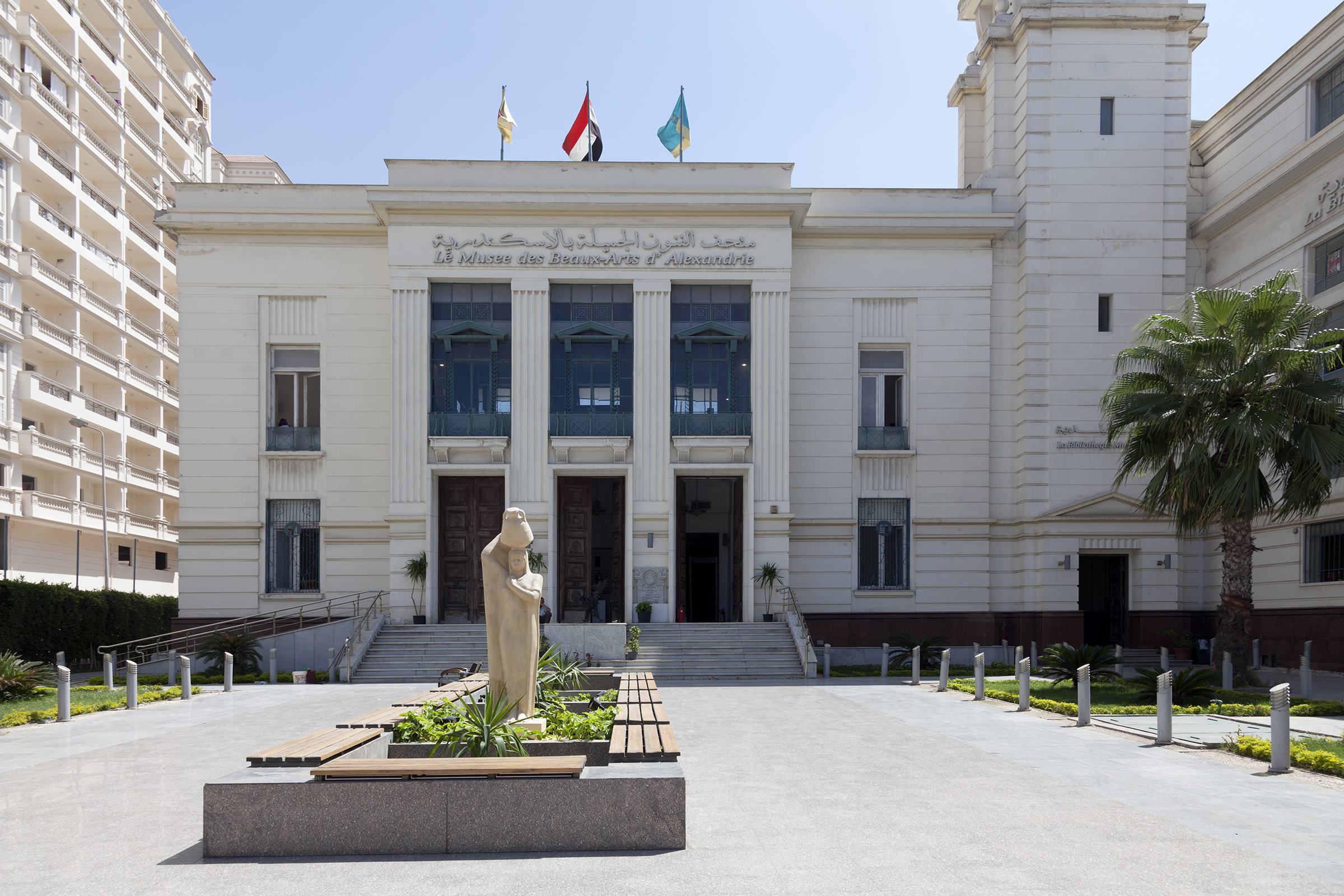
Художній музей в Александрії
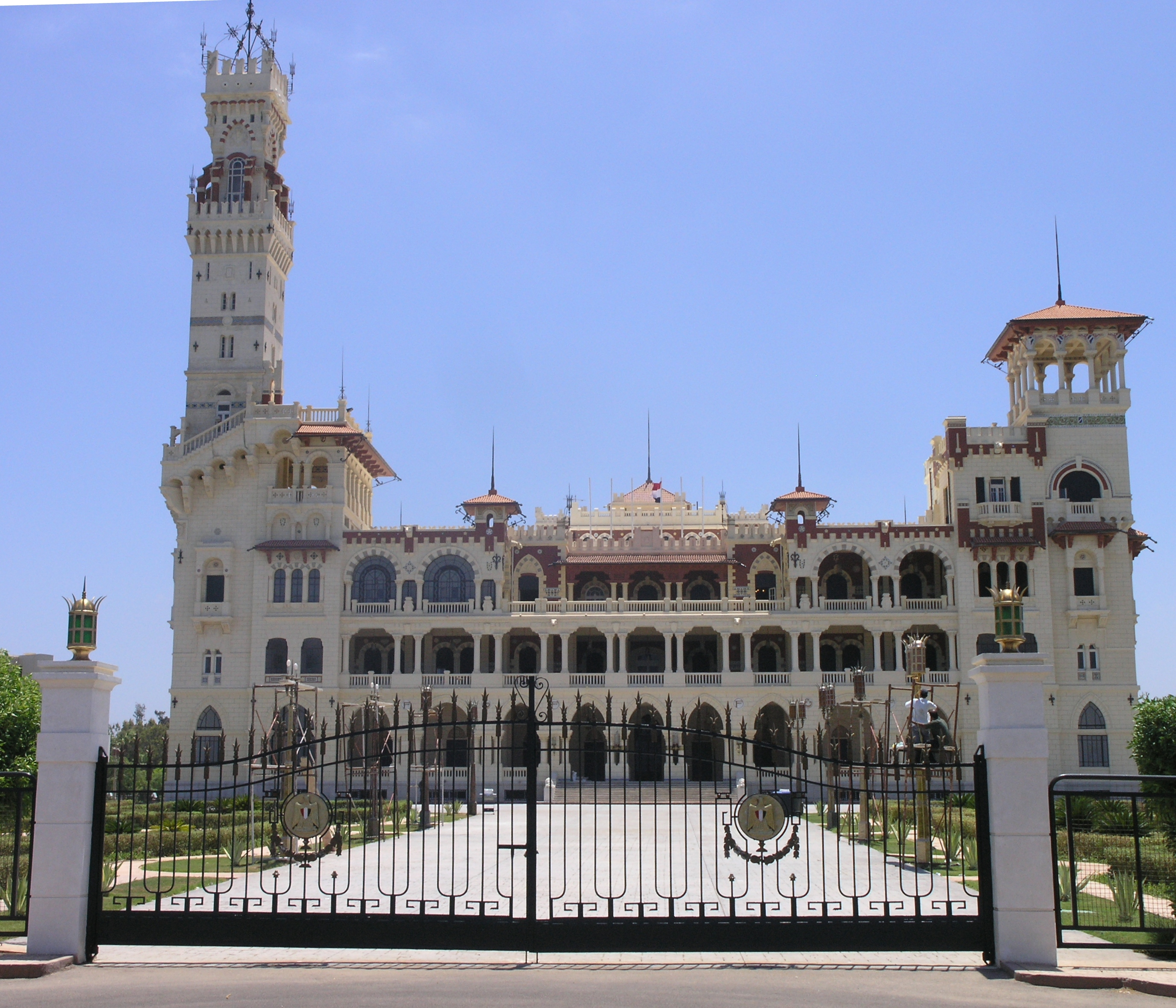
Палац Мунтаза, Александрія Єгипетська
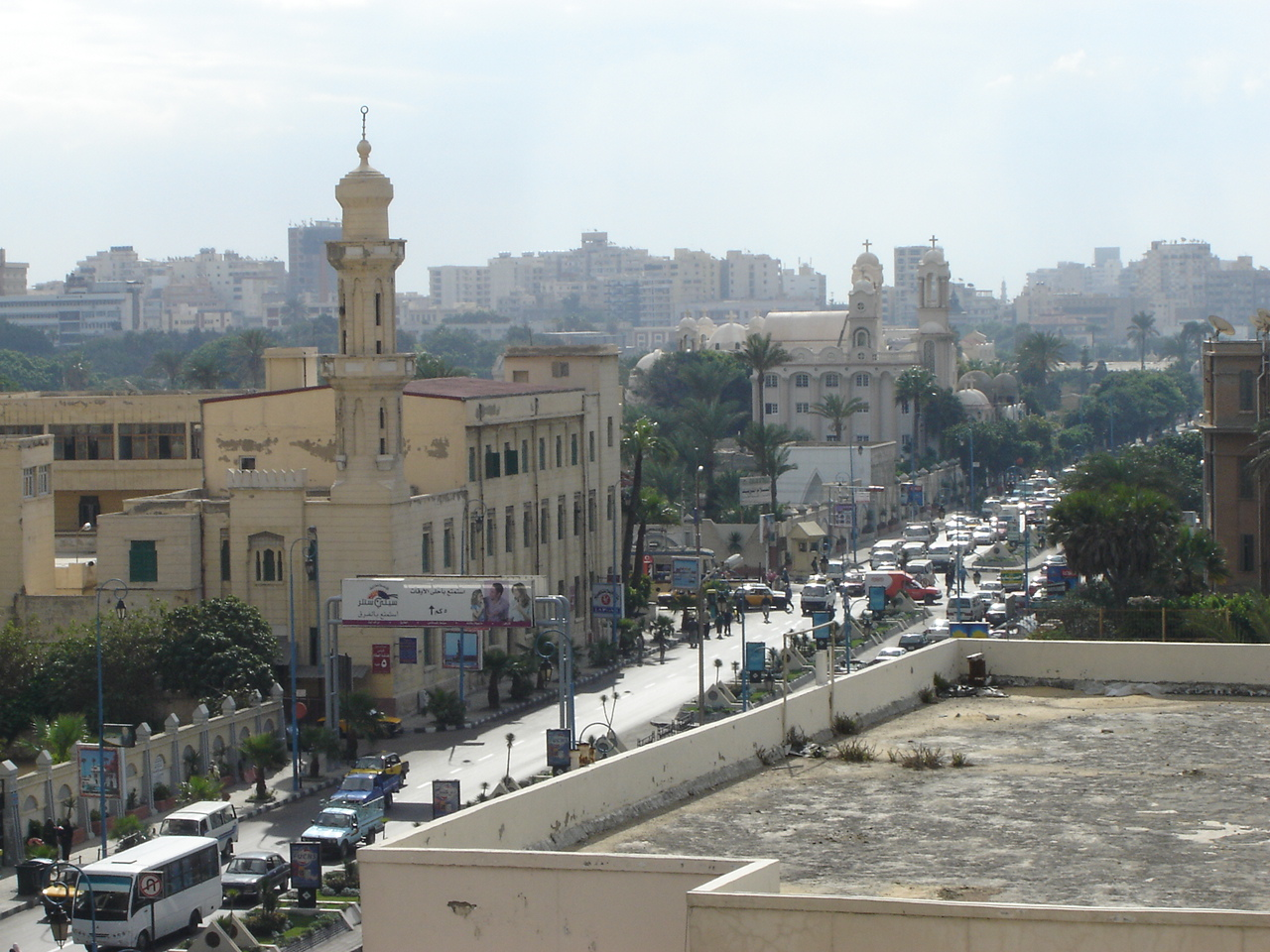
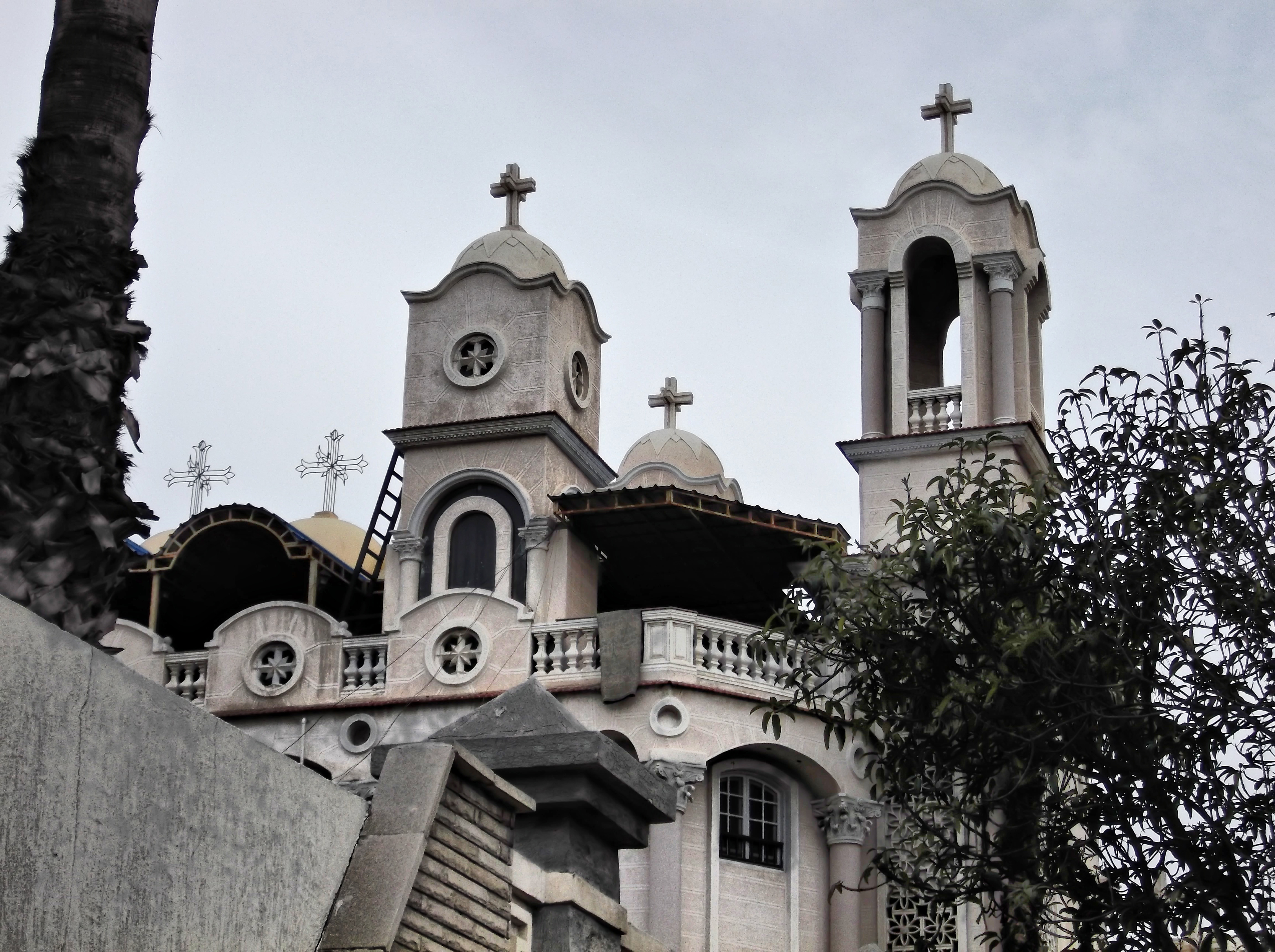
Церква св. Геогргія християн-коптів
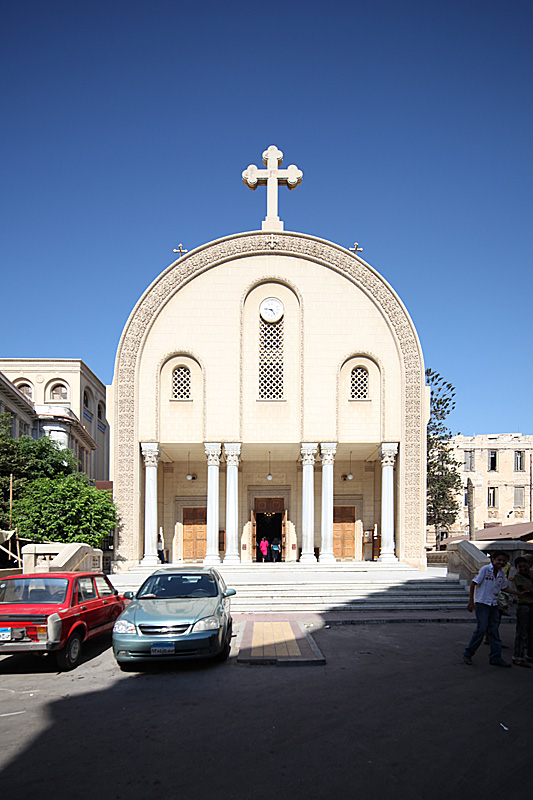
Собор св. Марка,  Александрія Єгипетська
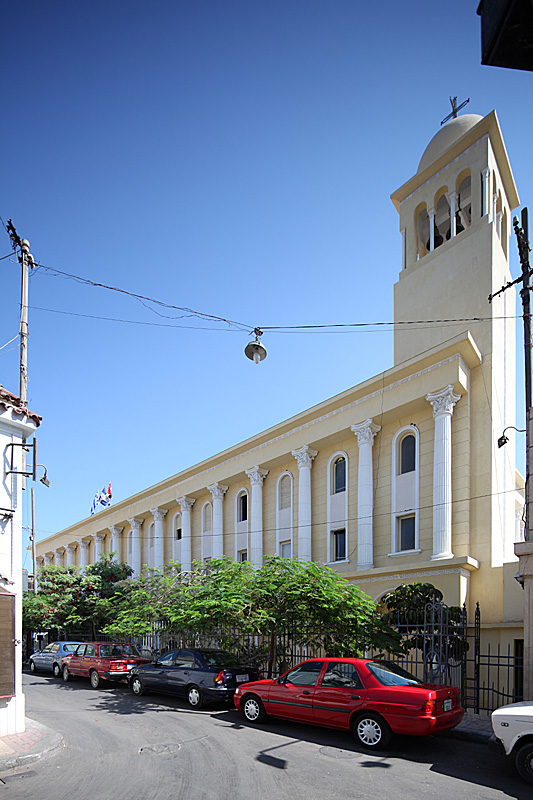
Головний фасад грецького монастиря,  Александрія Єгипетська
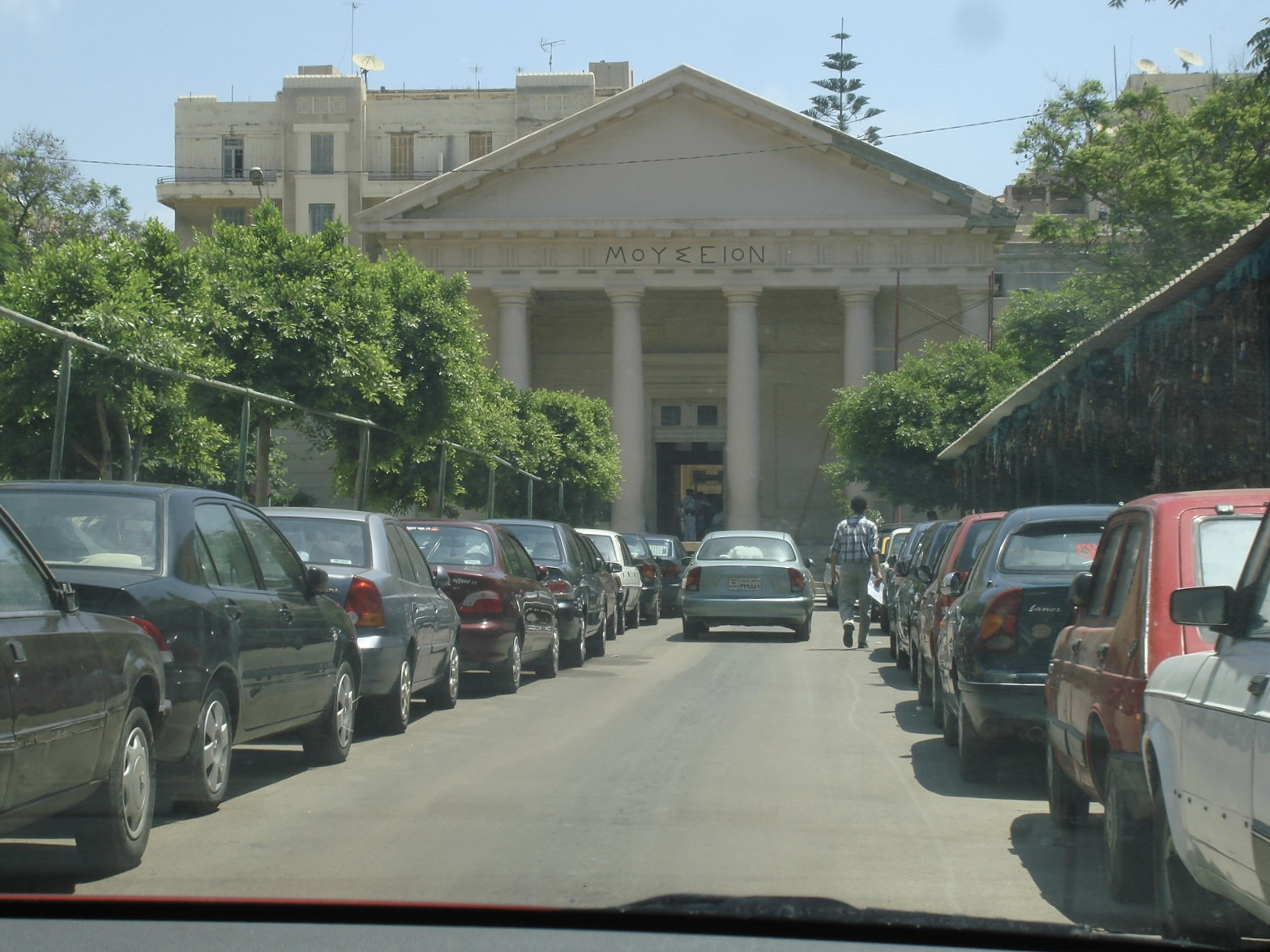
Греко-римський музей,  Александрія Єгипетська
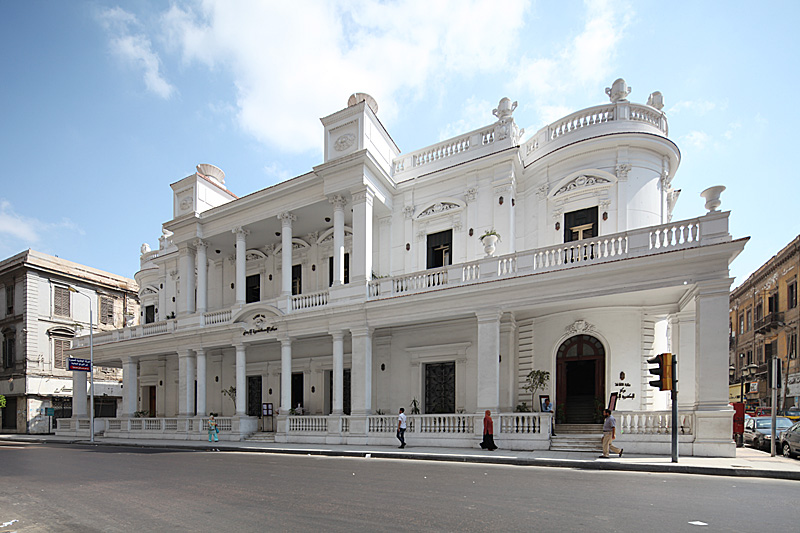
Так званий Центр мистецтв,  Александрія Єгипетська
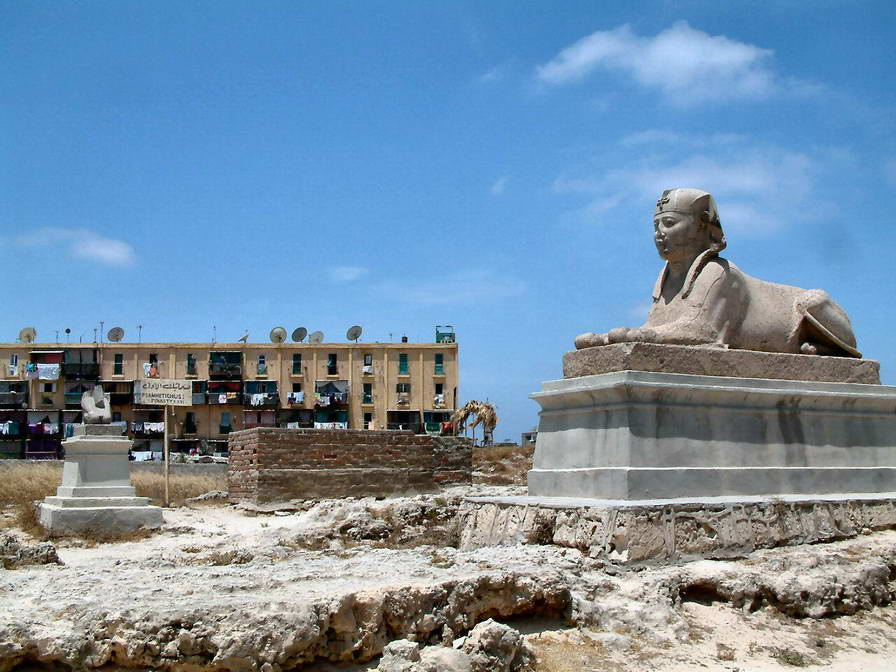
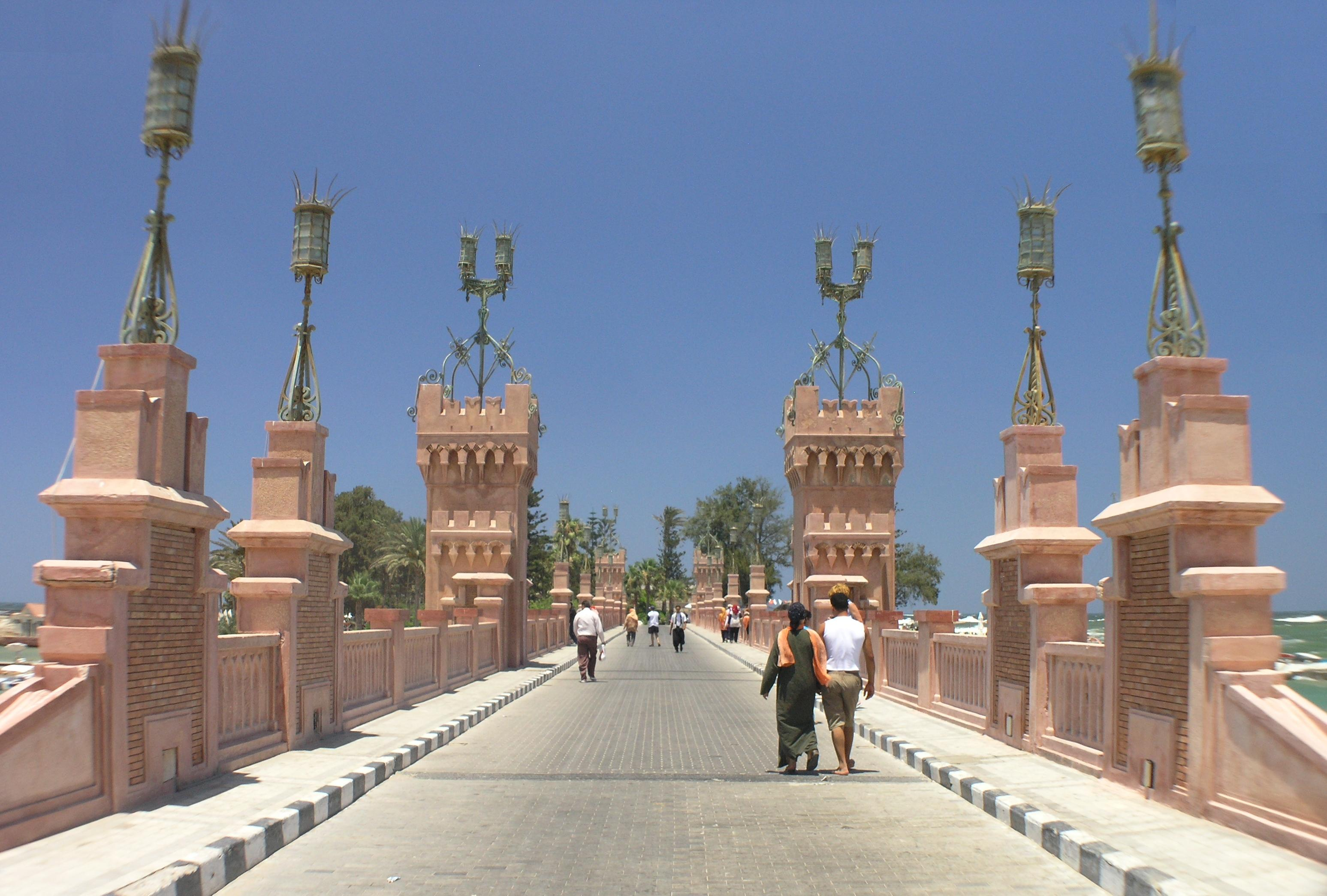
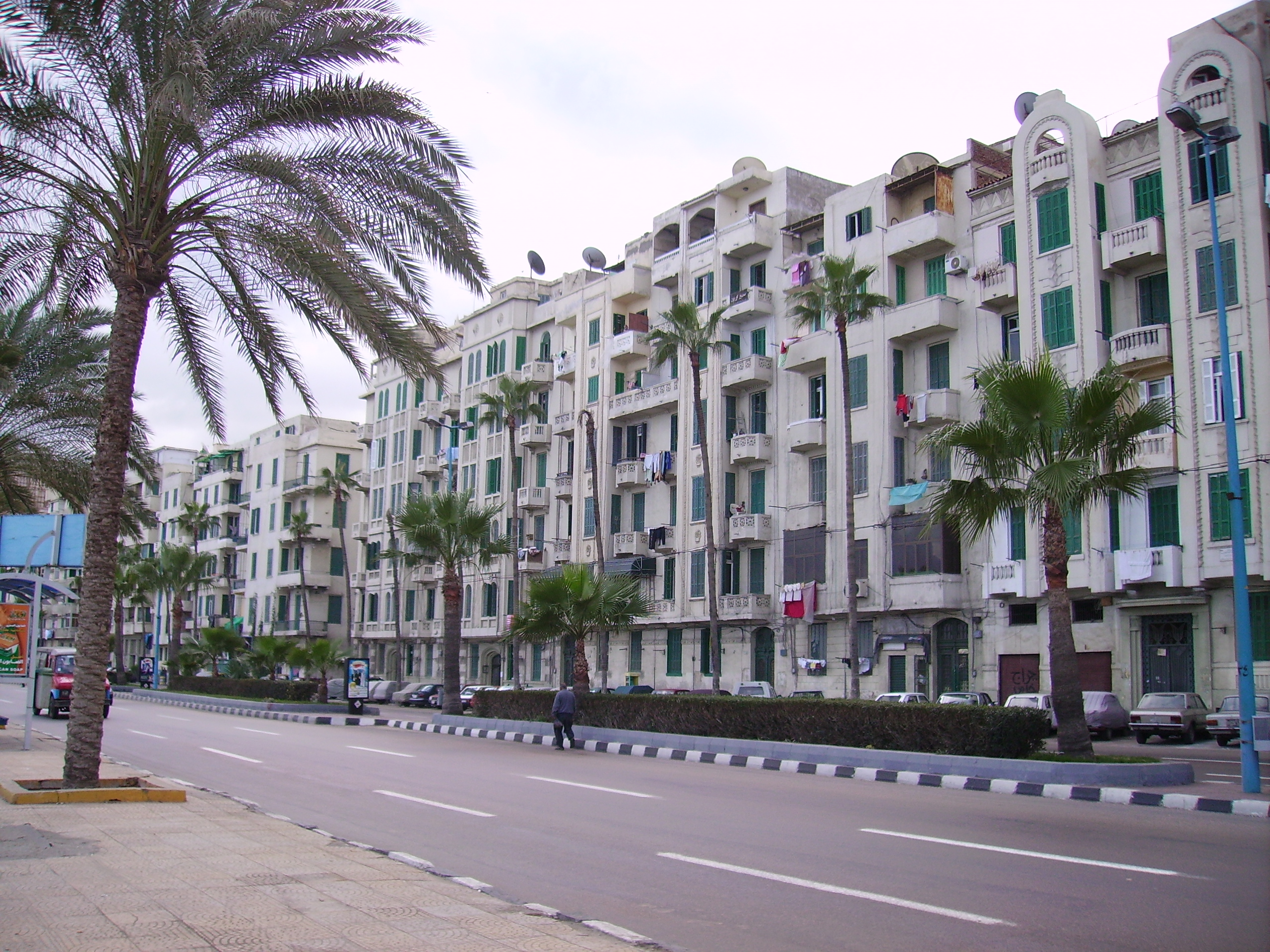
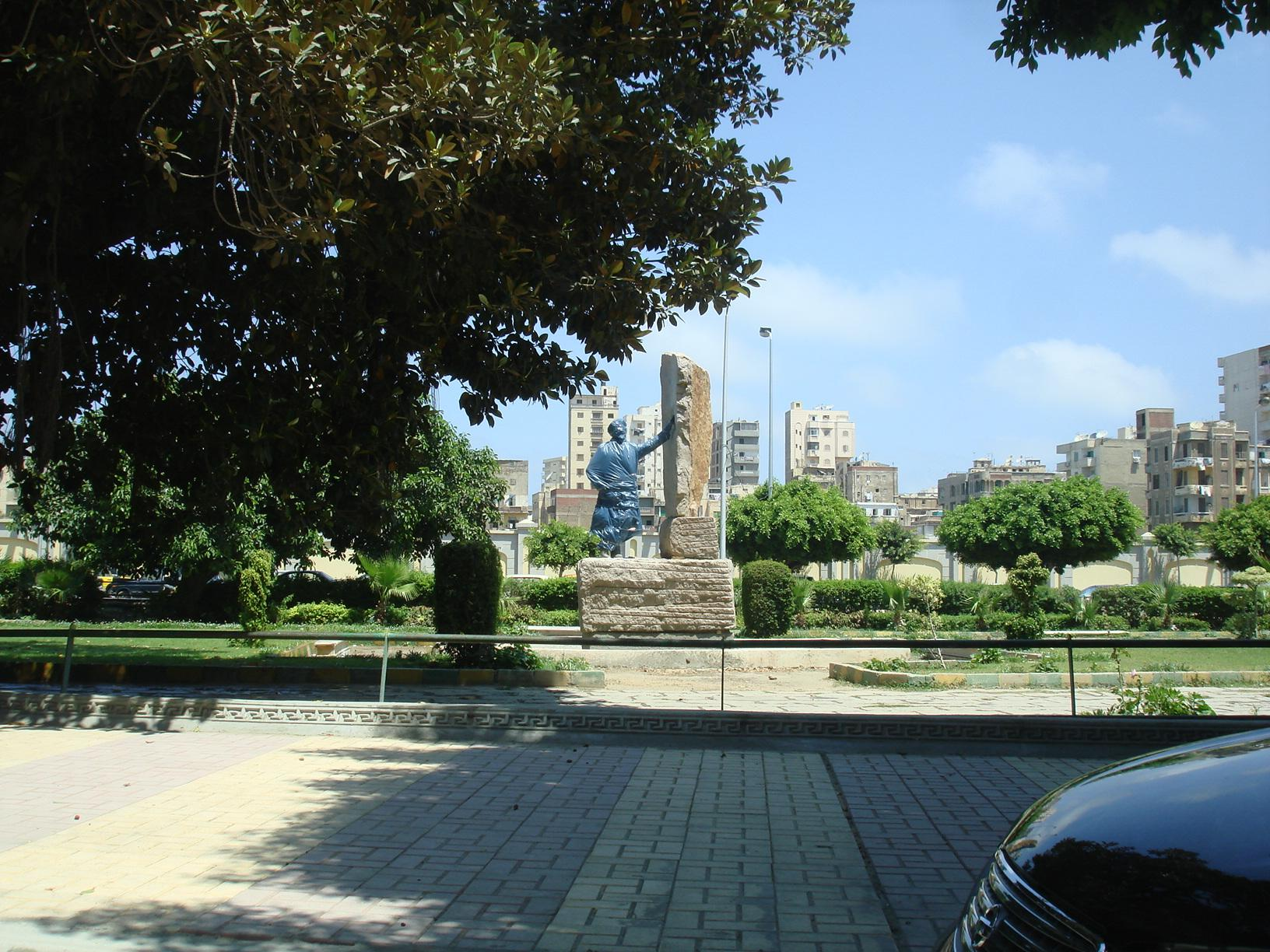